# 丁解民
丁解民（1951年10月—），男，江苏靖江人，曾任泰州市市长、中共淮安市委书记，江苏省人大常委会副主任。

## 生平
丁解民年轻时担任家乡靖江县的大队副书记、乡党委书记、县委副书记、县纪律检查委员会书记等职务。
1986年，丁解民出任兴化市委书记、扬州市政法委书记；1991年任陕西省汉中地委副书记；1993年任扬州市副市长；1996年任泰州市委副书记、市长。
2001年5月，丁解民出任中共淮安市委书记。次年，前任淮安市委书记，当时的人大主任赵学凤以受贿罪被判处15年有期徒刑。2008年1月当选为江苏省人大副主任。2008年3月，免去淮安市市委书记职务。